# 望月信夫
望月 信夫（もちづき のぶお、1949年 - 2011年12月18日）は、日本のアニメーション研究家。

## 概要
1949年、静岡市に生まれる。静岡県立静岡工業高等学校を卒業後、日本ユニシスでコンピュータ－・エンジニアとして務める。その後公務員となり静岡大学付属図書館に長く勤務する。
1968年に伴野孝司と共に静岡アニメーション研究サークルである「しあにむ」を結成、特にテックス・アヴェリーを中心とした多数の上映会を開催。雑誌『アニメージュ』の創刊号（1978年7月号）から1981年8月号まで伴野孝司と『アニメーションの歴史』を連載、1986年にアニドウの「ぱるぷ出版」より書籍『世界アニメーション映画史』を刊行する。
2011年12月に病没。2012年3月にアニドウより『望月信夫遺稿集』が発売された。

## 共著
- 伴野孝司、望月信夫共著『世界アニメーション映画史』森卓也監修、並木孝編、ぱるぷ、1986年6月、ISBN 4938543508